# 恋とオシャレと男のコ
『恋とオシャレと男のコ』（こいとおしゃれとおとこのこ）は、BS-TBSで2009年4月4日から6月27日まで放送されたテレビドラマ。なお、1週間後の土曜日午後に再放送されている。

## 概要
同枠の前番組「東京少女」の後番組で、引き続きNTTドコモの一社提供（再放送の時は協賛社なし）。
このドラマは、雑誌「セブンティーン」との共同企画であり、ドラマと並行して同誌誌面での特集や、作品中で使用されたファッションやアイテムを携帯電話でチェックすることが出来るという試みを行う。ちなみに、主演の岡本あずさ、有末麻祐子、岡本杏理は、同誌の専属モデルである。
また、普通ドラマなどは幾つものシーン・カットで展開していくが、この連続ドラマは、世界初のワンシーン・ワンカットという新たな展開でストーリーを進めていく。
この、セブンティーンとBS-TBSとのコラボレーションはその後2009年7月から毎週土曜日（第1・3週更新、第5週休止）の23時半から24時に放映されている『激モテ!セブンティーン学園』というバラエティー番組に移動する。有末はこの番組にもMC（生徒会副会長役）でレギュラー出演している。

## キャスト
- あずさ：岡本あずさ
- 麻祐子：有末麻祐子
- 杏理：岡本杏理

## 放送リスト
1. ヒミツがいっぱい　脚本：篠崎絵里子 / 監督：吉田秋生（2009年4月4日）
2. モデルの口はウソをつく　脚本：加藤淳也 / 監督：鈴木浩介（2009年4月11日）
3. 気分はもうCMクイーン　脚本：加藤淳也 / 監督：やまぐちゆうじ（2009年4月18日）
4. サギにご用心　脚本：篠崎絵里子 / 監督：片岡K（2009年4月25日）
5. 晴れときどきゴースト　脚本：加藤淳也 / 監督：三原光尋 / ゲスト：大政絢（2009年5月2日）
6. トビラを開けて　脚本：篠崎絵里子 / 監督：鈴木浩介（2009年5月9日）
7. きまぐれランチボックス　脚本：加藤淳也 / 監督：鈴木浩介（2009年5月16日）
8. モデルの夢は夜ひらく　脚本：篠崎絵里子 / 監督：片岡K（2009年5月23日）
9. 華は短し恋せよモデル　脚本：加藤淳也 / 監督：田沢幸治（2009年5月30日）
10. 憎いあンちくしょう　脚本：篠崎絵里子 / 監督：山口祐司（2009年6月6日）
11. クイズに答えて売れっ子モデルになろう!　脚本：篠崎絵里子 / 監督：吉田秋生（2009年6月13日）
12. ケータイ刑事になりたくて　脚本：加藤淳也 / 監督：井口昇（2009年6月20日）[2]
13. さよならは言わないで　脚本：篠崎絵里子 / 監督：吉田秋生（2009年6月27日）

## スタッフ
- プロデューサー：丹羽多聞アンドリウ（BS-TBS）、小板洋司（ドリマックス・テレビジョン）
- 音楽：遠藤浩二
- オープニングナレーション：林和義
- オープニング演出：鈴木浩介
- タイトルデザイン：古田亘
- 制作著作：BS-TBS、ドリマックス・テレビジョン